# Diuris laevis
Diuris laevis är en orkidéart som beskrevs av Robert Desmond David Fitzgerald. Diuris laevis ingår i släktet Diuris och familjen orkidéer. Inga underarter finns listade i Catalogue of Life.